# Сафонов, Григорий Николаевич
Григорий Николаевич Сафонов (13 (26) октября 1904—1972) — советский государственный деятель. Бригвоенюрист. Государственный советник юстиции 1 класса. Депутат Верховного Совета РСФСР 2 созыва

## Биография
Родился 13 (26) октября 1904 года в городе Ростов Ярославской губернии в семье владельца кузницы. Работать начал в 14 лет кузнецом. За 1922—1925 годы окончил Юридический факультет Ленинградского государственного университета.
С декабря 1925 года помощник юрисконсульта машиностроительного треста в Ленинграде. С декабря 1926 года служил в 48-м стрелковом полку в городе Старая Русса. С февраля 1928 года юрисконсульт ремонтно-механического завода и экспортной базы наркомата путей сообщения в Ленинграде. С апреля 1929 года заведующий юридическим бюро Невского машиностроительного завода им. В. И. Ленина в Ленинграде. Одновременно читает курс лекций по гражданскому праву в Институте советского права, а позднее — в Ленинградском университете.
С декабря 1935 года прокурор Окуловского района Ленинградской области. С января 1939 года прокурор Кировского района Ленинграда. С мая 1939 года в Прокуратуре СССР, начальник отдела. С декабря 1939 года заместитель, а затем и Первый заместитель Прокурора (с марта 1946 — Генерального прокурора) СССР. Принимал участие в Нюрнбергском процессе. С февраля 1948 года — Генеральный прокурор СССР.
С 30 июня 1953 года отстранён от должности Генерального прокурора, отказавшись подписать постановление об аресте Л. П. Берии, поскольку тот как депутат Верховного Совета СССР) пользовался депутатской неприкосновенностью.
С марта 1955 года — заместитель Московского окружного транспортного прокурора. С мая 1957 года — заместитель начальника отдела по надзору за рассмотрением в судах уголовных дел Прокуратуры РСФСР. Затем прокурор следственного управления прокуратуры РСФСР. Депутат Верховного Совета РСФСР 2 созыва.
Награждён двумя орденами Ленина.
С января 1968 года — на пенсии. Умер в 1972 году в Москве. Прах захоронен в колумбарии Новодевичьего кладбища в Москве.
С 1947 года — член Постоянной комиссии по проведению открытых судебных процессов по наиболее важным делам бывших военнослужащих германской армии и немецких карательных органов, изобличенных в зверствах против советских граждан на временно оккупированной территории Советского Союза.